# Ga Obin
Ga Obin là ga trên Tuyến Jungang.

## Bố trí ga
| ↑ Asin       |
| ２ \| １     |
| Yangpyeong ↓ |

| 1 | ● Tuyến Gyeongui–Jungang | → Hướng đi Jipyeong → |
| 2 | ● Tuyến Gyeongui–Jungang | ← Hướng đi Munsan     |